# Uwe Jens Lornsen
Uwe Jens Lornsen (født 13. november 1793 i Kejtum på Sild, død 13. februar 1838 i Pressy ved Genevesøen) var en poltisk skribent og embedsmand i hertugdømmerne.
Lornsen blev født på Sild og læste senere jura på universiteterne i Kiel og Jena. Allerede som student var han umiddelbart efter napoleonskrigene med til at stifte den tyske burschenschaftbevægelse, som var en stærk tysk national ungdomsbevægelse. I 1822 blev Lornsen ansat i det Slesvig-Holstenske Kancelli i København. 1830 blev han udnævnt til landfoged på sin hjemø Sild. Ved ankomsten til hertugdømmerne søgte han kontakt til advokaten Theodor Olshausen fra Kiel, som dengang fungerede som talsmand for liberale politiske kredse i Slesvig og Holsten. I kølvandet på julirevolutionen i sommeren 1830 udgav han skriftet Om forfatningsværket i Slesvig-Holsten, hvori han krævede et forenet Slesvig-Holsten med et fælles forfatning. Skriftet var et radikalt opgør med enevælden og helstaten og stillede krav om oprettelse af et selvstændigt Slesvig-Holsten med eget parlament og egen lovgivning. Efter Lornsens opfattelse skulle kun konge og fjende være os fælles. Men skriftet ignorerede statsretlige og sproglige forhold i Sønderjylland, som fortsat var dansk lensområde. I begyndelsen af 1832 udkom Christian Paulsens skrift Om hertugdømmet Slesvigs folkepræg og statsret, som var et direkte svar på Lornens skrift. Lornsen selv blev idømt et års fængel og mistede sit embede. Opholdet i fængslet blev til en katastrofe for ham. Han led under maniodepressive anfald og efter afsonet straf udvandrede han til blandt andet Sydamerika inden han under et ophold i Schweiz i 1838 tog sit eget liv. Lornsen blev en pionerskikkelse for den senere tysksindede slesvig-holstenske bevægelse og dens martyr.